# Abdullah Abdullah

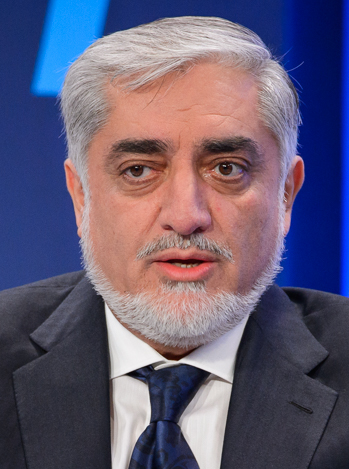
Abdullah Abdullah 2017

Abdullah Abdullah (paschtunisch oder persisch عبدالله عبدالله, DMG ʿAbdullāh ʿAbdullāh; * 5. September 1960 in Kabul) ist ein afghanischer Politiker. Er war von September 2014 bis März 2020 nach einer Machtteilung mit dem neuen Präsidenten Ashraf Ghani als Chief Executive Regierungschef der Islamischen Republik Afghanistan. Seit Mai 2020 war er infolge einer weiteren Machtteilung mit Ghani Vorsitzender des Hohen Rates für Nationale Versöhnung, der die Friedensverhandlungen mit den Taliban führen sollte.
Abdullah war von 1999 bis 2001 Außenminister in der Exilregierung des international anerkannten Islamischen Staates Afghanistan (der gegen das Islamische Emirat der Taliban kämpfte) und von 2001 bis 2006 Außenminister Afghanistans in der Regierung Karzai. Er galt als Vertrauter des 2001 ermordeten Mudschahidin-Kämpfers und Volkshelden Ahmad Schah Massoud, der in den 1980er Jahren gegen die sowjetische Besatzung und ab 1996 gegen die Taliban gekämpft hatte. Bei der Präsidentschaftswahl 2009 trat Abdullah als aussichtsreichster Oppositionskandidat an, verzichtete aber begleitet von Manipulationsvorwürfen zum ersten Wahlgang auf die Stichwahl gegen Amtsinhaber Hamid Karzai. Auch bei den Präsidentschaftswahlen 2014 und 2019 konnte sich Abdullah nicht gegen Aschraf Ghani durchsetzen und erklärte sich jeweils zunächst zum Sieger, bis er ein Abkommen zur Teilung der Macht erreicht hatte.

## Biografie
Abdullah wurde in der Hauptstadt Kabul geboren. Sein Vater Ghulam Muhayuddin Abdullah war ein Paschtune, Senator und Offizier aus Kandahar, Sohn eines ehemaligen Stammesführers der Alokozai aus Kandahar, seine Mutter war aus Schamali (Pandschschir) und persischer Muttersprache. Einige warfen Abdullah Abdullah während der Präsidentschaftswahl 2009 vor, seine ethnische Herkunft zu stark zu politisieren, um beim paschtunischen Volk zu punkten.
Als junger Mann studierte Abdullah Medizin mit Spezialisierung auf Augenheilkunde an der Universität Kabul, und promovierte 1983. Er war bis 1985 in Kabul als Augenarzt tätig, danach behandelte er afghanische Flüchtlinge in Flüchtlingslagern in Pakistan. Dort kam er mit dem antisowjetischen Widerstand in Kontakt. Von jenem Zeitpunkt an arbeitete Abdullah im afghanischen Pandschschir-Tal als Arzt und Gesundheitsexperte. Dort wurde er zu einem engen Freund Ahmad Schah Massouds.
In den 1990er Jahren war Abdullah offizieller Sprecher der im Jahre 1992 mit den Peschawar-Abkommen gegründeten und international anerkannten afghanischen Regierung. 1996 übernahmen die Taliban die Macht in Kabul. Abdullah zog sich mit Ahmad Shah Massoud in die nördlichen Regionen Afghanistans zurück. 1997 wurde er zum stellvertretenden Außenminister berufen. Zwei Jahre später wurde er zum Außenminister der Regierung, die immer noch international als die legitime Regierung Afghanistans angesehen wurde.
Nach den Präsidentschaftswahlen 2004, in denen Hamid Karzai zum ersten demokratisch legitimierten Staatschef Afghanistans gewählt wurde, blieb Abdullah Außenminister. Er zerstritt sich jedoch mit Karzai und verlor nach einer Kabinettsumbildung 2006 sein Amt an den außenpolitischen Berater Rangin Dadfar Spanta.
Abdullah spricht fließend Englisch und Französisch. Er ist Vater eines Sohnes und dreier Töchter.

### Präsidentschaftswahl 2009
Bei der afghanischen Präsidentschaftswahl im August 2009 trat Abdullah gegen Hamid Karzai an und galt als Mitfavorit. Bei der Stimmauszählung mehrten sich allerdings die Vorwürfe der internationalen Beobachter, dass massiver Wahlbetrug betrieben worden sei. Eine Beschwerdekommission ermittelte mehrere Wochen, ehe diese Mitte Oktober bekannt gab, dass hunderttausende Stimmen ungültig seien. Damit verlor Amtsinhaber Karzai die absolute Mehrheit und es wurde eine Stichwahl zwischen diesem und Abdullah am 7. November 2009 vereinbart.
Ende Oktober 2009, knapp eine Woche vor der Wahl, drohte Abdullah sich laut Medienberichten von der Stichwahl zurückzuziehen. Vorausgegangen waren gescheiterte Gespräche mit Karzai. Abdullah hatte unter anderem die Entlassung des Vorsitzenden der umstrittenen Wahlkommission (IEC) gefordert, um eine „freie und faire“ Stichwahl ermöglichen zu lassen. Sechs Tage vor der geplanten Stichwahl erklärte er seinen Boykott der Abstimmung.
Die Electoral Complaints Commission (ECC) der Vereinten Nationen fand heraus, dass in den Wahlen 2009 1,3 Millionen Stimmen durch Betrug zustande gekommen waren, und etwa 1 Million davon zu Karzai gehörten.
Als seine Anhänger auf die Straßen ziehen wollten, hielt Abdullah Abdullah sie zurück, um die fragile Stabilität Afghanistans nicht zu gefährden.

### Nationale Koalition Afghanistans

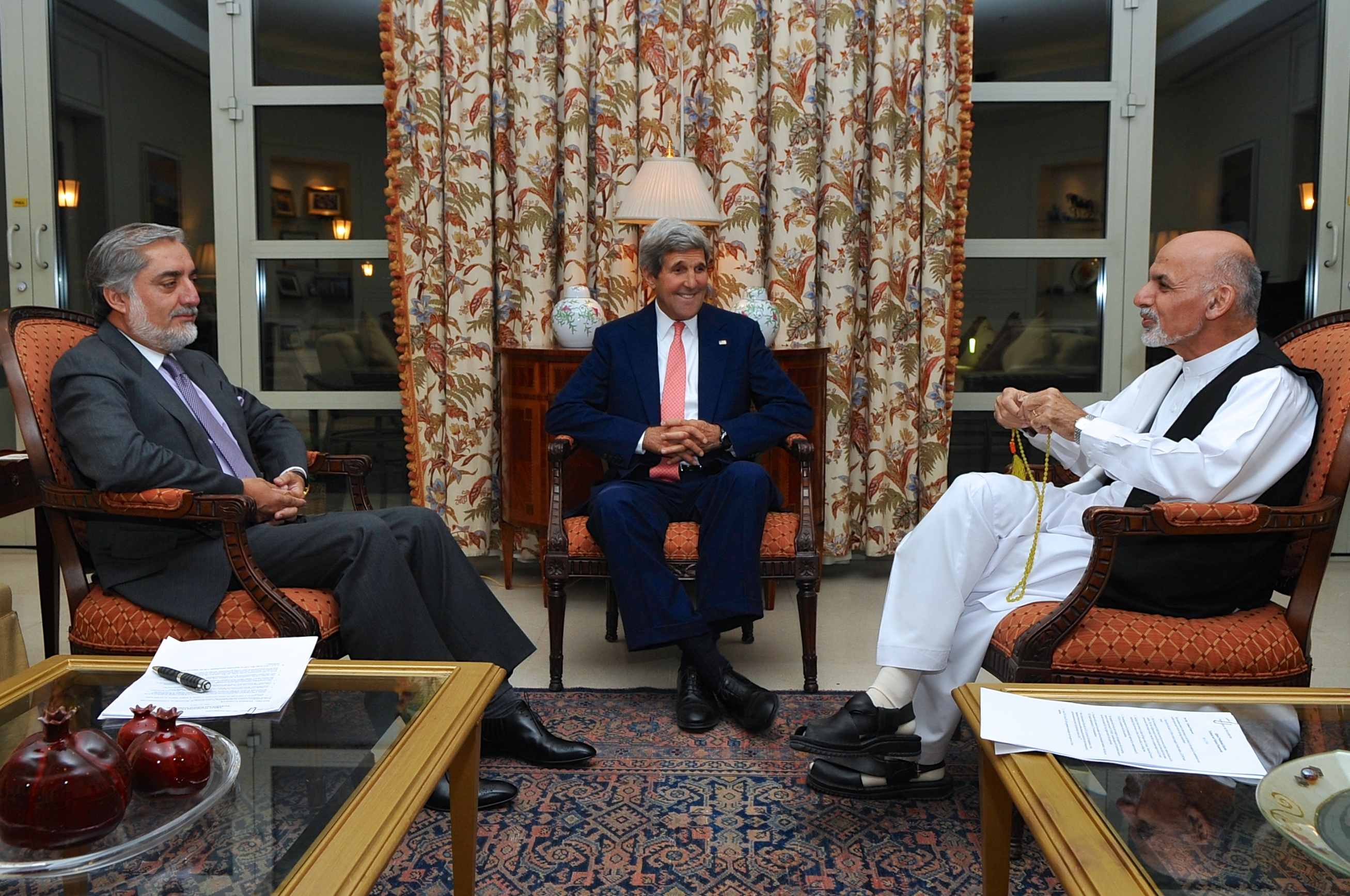
Abdullah Abdullah mit Präsident Aschraf Ghani und John Kerry, Juli 2014

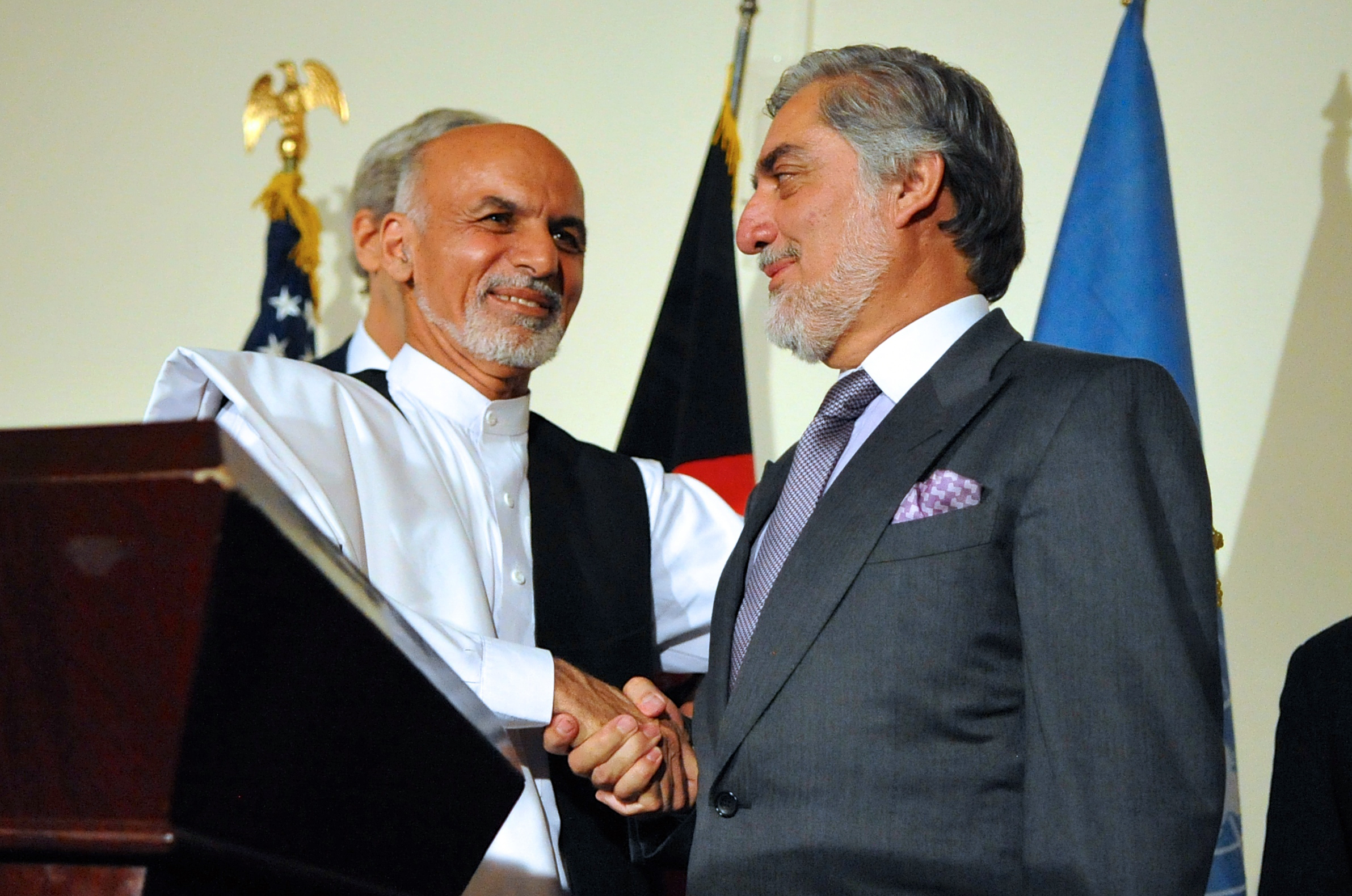
Aschraf Ghani und Abdullah Abdullah beim Handschlag im Juli 2014

Nach der Präsidentschaftswahl im Jahre 2009 gründete Abdullah die Koalition für Wandel und Hoffnung, welche bei den Parlamentswahlen 2010 90 von 249 Sitzen im afghanischen Parlament gewann. Die Koalition für Wandel und Hoffnung wurde Ende 2011 vergrößert und in Nationale Koalition Afghanistans umbenannt. Die Nationale Koalition vertritt ähnliche politische Inhalte wie die Nationale Front unter dem Vorsitz von Ahmad Zia Massud und die Nationale Bewegung des ehemaligen afghanischen Geheimdienstchefs Amrullah Saleh.

### Präsidentschaftswahlen 2014 und 2019
Er war Kandidat für die Präsidentschaftswahl 2014. Aschraf Ghani wurde zum Sieger erklärt, ohne das genaue Ergebnis der Stimmauszählung bekanntzugeben. Gleichzeitig sollte zum Ausgleich das Amt des Premierministers (Chief Executive Officers) mit einem Vertrauensmann Abdullahs besetzt werden.  Abdullah wurde im September 2014 zum Geschäftsführer der Regierung (Regierungschef) ernannt.
Er trat auch bei der Präsidentschaftswahl in Afghanistan 2019 an. Zu seinen Unterstützerinnen gehörte bei den Wahlen 2019 auch Freschta Kohistani, die später einem Attentat zum Opfer fiel. Ohne dass die Stimmen schon ausgezählt waren, reklamierte Abdullah Abdullah den Sieg für sich. Die vorläufigen Ergebnisse wurden von der Kommission erst am 22. Dezember, die endgültigen Ergebnisse am 18. Februar 2020 bekanntgegeben. Als Wahlsieger wurde von der Unabhängigen Wahlkommission der amtierende Präsident Aschraf Ghani mit 50,64 % der Stimmen bekannt gegeben, Abdullah Abdullah erreichte nach diesen Zahlen nur 39,52 % der Stimmen.
Abdullah Abdullah lehnte die Ergebnisse ab und forderte die Bildung einer Parallelregierung in Nordafghanistan. Am 22. Februar ernannte Abdullah einen neuen, ihm loyalen Gouverneur für die Provinz Sar-i Pul. Der amerikanische Diplomat Zalmay Khalilzad versuchte, zwischen Ghani und Abdullah zu vermitteln, aber die beiden konnten keine Einigung erzielen. Beide legten am 9. März bei getrennten Amtseinführungszeremonien den Präsidenten-Eid ab, wobei Ghani für eine zweite Amtszeit vereidigt wurde. Kurze Zeit später schaffte Ghani das Amt des Chief Executive ab, das von Abdullah gehalten worden war, während Abdullah eine Erklärung abgab, dass „Ghani nicht mehr Präsident“ sei und seine Dekrete ungültig wären.
Am 23. März 2020 kündigten die Vereinigten Staaten an, dass sie als Folge der politischen Krise ihre Hilfe für Afghanistan um 1 Milliarde Dollar kürzen würden. Sollten Ghani und Abdullah keine Einigung erzielen, könnte die Hilfe weiter gekürzt werden. Die politische Krise wurde erst am 17. Mai 2020 beendet, als Ghani und Abdullah ein Abkommen zur Teilung der Macht unterzeichneten, das Abdullah als amtierenden Regierungschef (CEO) bestätigte.
Nach der Übergabe Kabuls an die Taliban sah sich Präsident Ghani am 15. August 2021 gezwungen, das Land zu verlassen. Sein Vorgänger Hamid Karzai verkündete daraufhin, dass die Übergabe Afghanistans durch einen Koordinierungsrat erfolgen solle, dem neben ihm und Gulbuddin Hekmatyār auch Abdullah – als Vorsitzender des Nationalen Versöhnungsrates – angehöre.

## Namensgebung
Abdullah war ursprünglich dafür bekannt, nur einen Namen zu tragen. Der Doppelname Abdullah Abdullah entstand auf Fragen von westlichen Journalisten nach seinem Vor- bzw. Nachnamen, auf die er gleichermaßen mit Abdullah antwortete. Die Doppelbezeichnung hat sich daraufhin eingebürgert und sich so sehr durchgesetzt, dass Abdullah sie auch selbst angenommen hat. Oft wird wegen seiner früheren Tätigkeit als Arzt auch von Dr. Abdullah gesprochen.